# Тамара Керн Гаревен
Тамара Керн Гаревен (10 травня 1937 — 18 жовтня 2002) була соціальним істориком, яка багато писала про історію сім'ї та вплив соціальних змін на сімейне життя. Серед її книг — «Сім'ї», «Історія та соціальні зміни» та «Старіння та відносини між поколіннями».Народилася в Чернівцях, Румунія (нині Україна), і була єврейкою, вона померла від ниркової недостатності у віці 65 років.

## Окремі публікації
- (ed.). Family and Kin in Urban Communities, 1700—1930 (1977)
- Amoskeag: Life and Work in an American Factory-City, with Randolph Langenbach (1978, reissued in 1995)
- (ed.). Themes in the history of the family (1978)
- (ed.). Transitions: The Family and the Life Course in Historical Perspective (1978)
- Family Time and Industrial Time: The Relationship Between the Family and Work in a New England Industrial Community (1982, reissued in 1995)
- (ed.). Aging and Generational Relations: Life-Course and Cross-Cultural Perspectives (1996)
- Families, History and Social Change: Life Course and Cross-Cultural Perspectives (2000)
- Silk Weavers of Kyoto: Family and Work in a Changing Traditional Industry (2002)